# Режіс Лавернь
Режіс Лавернь (фр. Régis Lavergne; нар. 28 січня 1974) — колишній французький тенісист.
Найвищу одиночну позицію світового рейтингу — 194 місце досяг 11 травня 1998, парну — 167 місце — 2 серпня 1999 року.

## Титули на челленджерах

### Парний розряд: (2)
| Ранг | Рік  | Турнір                 | Покриття | Партнер           | Суперники                 | Рахунок  |
| ---- | ---- | ---------------------- | -------- | ----------------- | ------------------------- | -------- |
| 1.   | 1997 | Тампере, Фінляндія     | Ґрунт    | Сіріль Бюскальйон | Туомас Кетола Борут Урх   | 6–4, 6–3 |
| 2.   | 1999 | Контрексевіль, Франція | Ґрунт    | Жером Анке        | Родольф Жільбер Стефан Юе | 6–4, 6–2 |